# Campane alla veronese

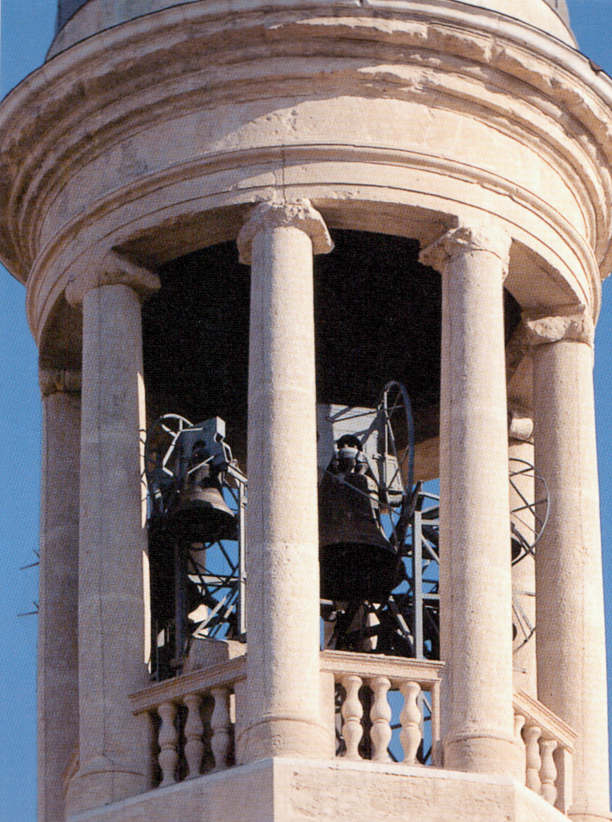
La cella campanaria del campanile di San Massimo.

A partire dal Rinascimento si perfezionò un antico metodo di suonare le campane, facendolo evolvere in un sistema che, tra i tanti metodi di suono presenti nel mondo, è uno dei pochi in grado di far eseguire melodie a questi strumenti. Mediante tale tecnica, detta Sistema Veronese, le campane, intonate secondo la scala musicale diatonica maggiore, vengono portate e trattenute con la bocca rivolta verso il cielo, quindi fatte ruotare in maniera tale da poter, con i loro squilli sincronizzati e cadenzati, eseguire melodie secondo specifici spartiti.
Il Sistema Veronese, che presenta una interessante somiglianza con quello anglosassone, è oggi diffuso in particolare nelle quasi totalità delle provincie di Verona e Vicenza, in buona parte del padovano, in varie località delle province di Venezia, Treviso, Rovigo, Trento, Brescia e Mantova e in altre torri sparse sul territorio d'Italia.

## Storia

### Rintocchi dal Medioevo

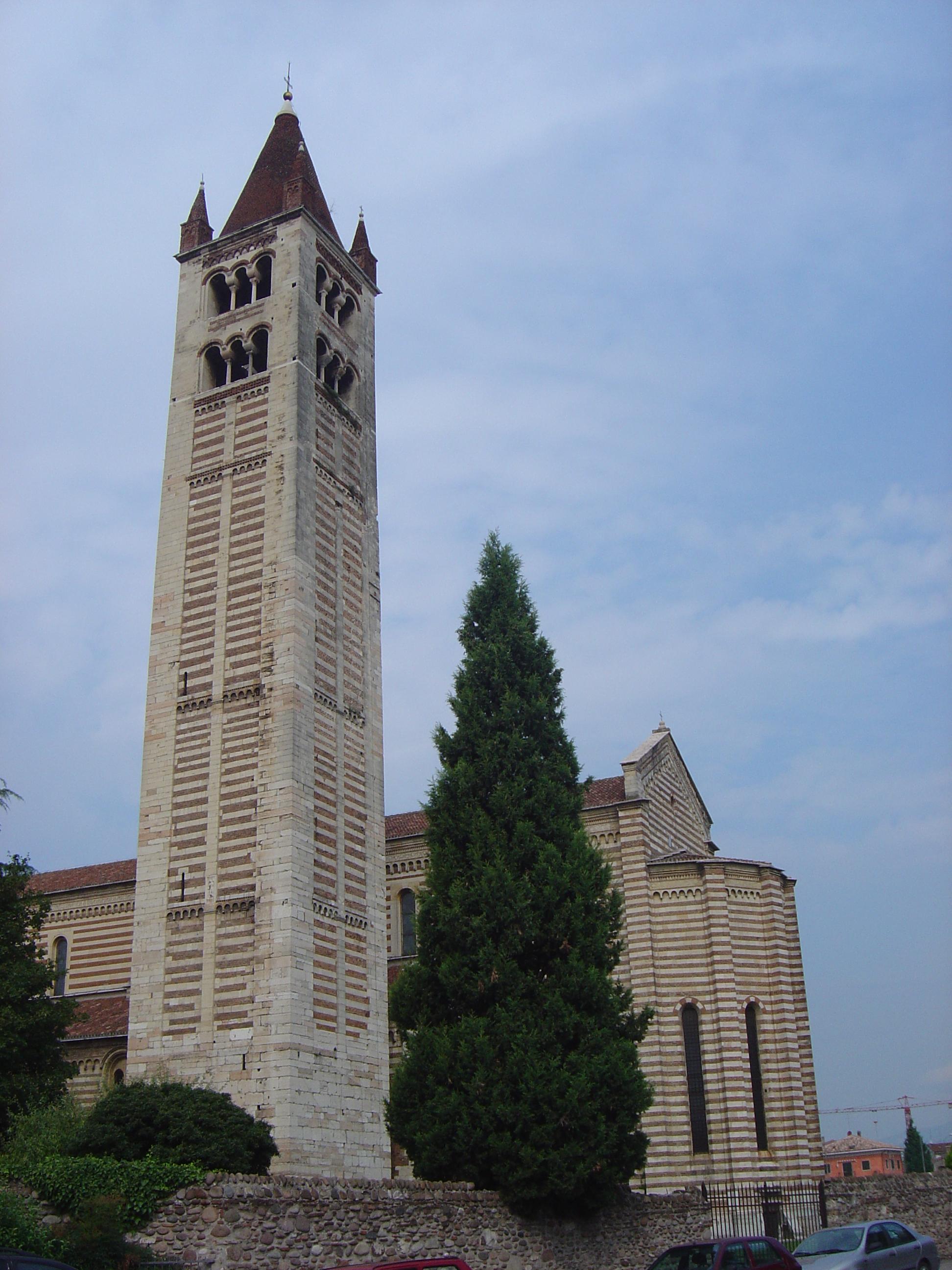
Il campanile della Basilica di San Zeno in Verona.

Ludovico Moscardo, nella sua “Historia di Verona”, ci fa sapere che il giorno 21 novembre 622 dai campanili della città si levarono suoni di campane a stormo per annunciare la morte dell'amato vescovo Mauro. Poco sappiamo sulle campane altomedievali, di cui l'unico esemplare resta la campana ottagonale di San Zeno (secc. VIII-X); ma i due bronzi del 1065 per San Fermo Maggiore, quello di San Massimo del 1081, e quello quadrangolare realizzato da Oliviero per San Salvar nel 1172,
presentavano già fregi ed inscrizioni a riprova di un'arte fusoria
matura e consolidata. Attorno al 1149 vennero fuse altre due campane per San Zeno, nuovo campanile capolavoro del romanico, di cui un'opera di Gislimerio. Quella di Gislimerio fu solo la prima delle oltre cinquanta fonderie che lavorarono a Verona lungo i secoli. In quel tempo le forme delle campane erano basate su dettami estetico-simbologico-sperimentali, solo verso il 1200 furono compiuti studi più appropriati i cui risultati furono condivisi in ambito continentale.
Fino al XIV secolo fra i migliori costruttori vi erano i veneziani, causa le conoscenze apportate dallo sviluppo industriale della serenissima città, ed operarono anche a Verona, fino a quando furono scalzati dallo scaligero Mastro Jacopo, uno dei più ragguardevoli fonditori del suo tempo. Ancora ammirabile al Museo di Castelvecchio è la campana, larga 130 cm e pesante 18 quintali circa, che fuse nel 1370 per la torre del Gardello a Verona: uno dei primi orologi a rintocchi.
Nel XV secolo, quando la città si consegnò a Venezia, i fonditori scaligeri scarseggiavano e così troviamo artisti itineranti mettere a servizio la loro maestria: di artefice germanico sono le campane che ancora oggi squillano dal già citato campanile di San Zeno e di scuola iberica quella civica del castello di Malcesine. Un francese, il "signor Michel", diede avvio ad una propria scuola veronese che sarebbe continuata ininterrottamente fino al secolo XIX. Perfezionò gli studi sulla fonica delle campane, progettandone una forma che consentisse l'emissione di un suono piacevole e dalle componenti musicali precise. I suoi successori, come i Checcherle ed i Bonaventurini, con un'indole più mediterranea, proseguirono l'evoluzione studiando tecniche e stampi decorativi in grado di rendere questi strumenti anche raffinati pezzi d'arte figurativa. Noto fonditore del tempo fu Gasparino di Giovanni che fuse, tra le altre, l'antica campana del 1444, che ancora oggi squilla da Santa Maria della Scala. Pure questo è il secolo dei grandi campanili in cotto: Sant'Eufemia, San Tomaso e Sant'Anastasia.

### Il Rinascimento ed i complessi armonici
Quando, nel XVI secolo, andarono comparendo i primi insiemi di campane che contavano cinque-sei voci, ci fu bisogno di disporre di una nutrita schiera di elementi per suonarli. Il fenomeno interessò, inizialmente, quattro chiese: San Zeno, Santa Maria in Organo, Santa Maria della Scala e Santa Anastasia, tutti monasteri dove i religiosi provvedevano al suono delle campane. Testimonianza di quell'epoca è il Rengo, campana civica, fusa nel 1557 dalla dinastia Bonaventurini, capolavoro indiscusso che, con i suoi 4215 kg, gode tutt'oggi ottima salute. Questo è anche il tempo dei campanili in stile rinascimentale, come San Nazaro e Santa Maria in Organo, che abbelliscono la città.

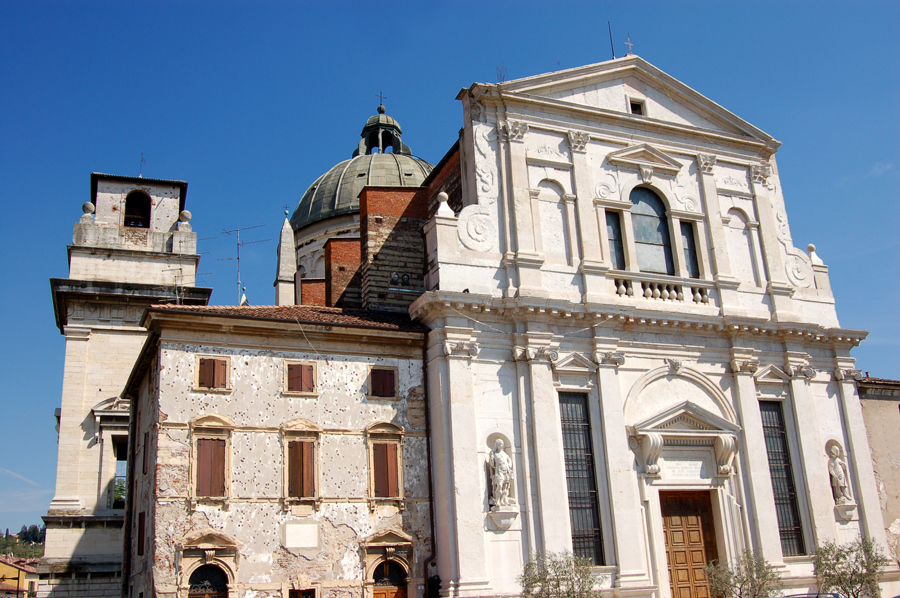
San Giorgio in Braida, "culla" del Sistema Veronese.

Un secolo dopo, fonditori come le famiglie Da Levo ed i loro allievi, tra cui Pesenti, avevano oramai preso l'abitudine di fornire complessi di campane accordate fra loro, spesso secondo l'accordo armonico fondamentale (ad esempio: do-mi-sol-do), il gloria (ad esempio: do-re-fa) o con il salto di quarta (ad esempio: do-fa-do). Realizzazioni significative furono quelle di Madonna di Campagna, San Bernardino, Sant'Eufemia, San Nicolò e la Cattedrale. Ed è proprio in quest'ultimo campanile che, al tempo, v'era già una formazione di suonatori laici residenti in periferia e stipendiati sotto forma di agevolazioni nell'affitto di terreni coltivabili. È supponibile che, per essere resi meglio orecchiabili, i segni prevedessero una sorta di ordine nei rintocchi. Sono di questo tempo le prime testimonianze di campane equipaggiate con ruota e contrappeso. Mentre i Da Levo avevano dato prova d'essere insuperabili nella realizzazione di bronzi di dimensioni medie e piccole dalle forme raffinate, il Pesenti realizzò nel 1653 la campana civica di Bergamo, ancora oggi funzionante, del peso di kg 6.000. Successori di questo grande maestro furono i fonditori Derossi, Poni, Larducci e Micheletti (quest'ultimo chiuse i battenti nel 1804).

### La codifica del metodo veronese
A metà del XVIII secolo arrivarono altri tre complessi campanari di un certo interesse: uno fuso dalla dinastia Crespi per il monastero di San Fermo, uno firmato Antonio Larducci per Santa Lucia (l'ultimo a richiamare gli stilemi della scuola rinascimentale franco-veronese) e quello del professor Giuseppe Ruffini per San Giorgio in Braida risalente al 1776. Ancora oggi questi complessi risultano completi dei loro sei elementi in scala musicale.

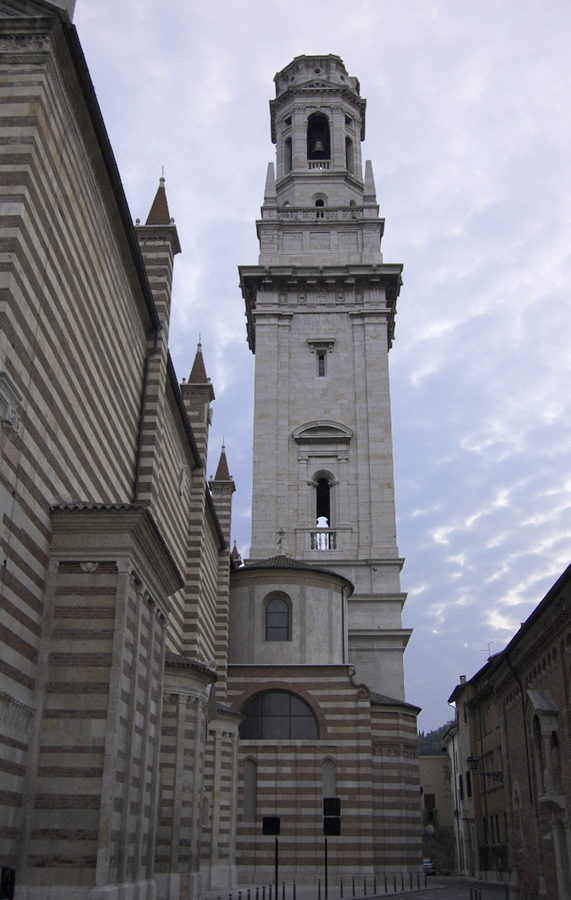
Il Campanile della Cattedrale di Verona

Crespi e Ruffini introdussero a Verona la forma “Manieristica”, nata sul finire del secolo XVI in area alpina e divenuta poi la base per nuove forme impiegate anche in epoca contemporanea, così pure un modello di montaggio standard. Nel contesto di San Giorgio in Braida, esemplare opera d'arte di raffinatezza decorativa nonché di precisione ed estetica musicale, si sviluppava un metodo codificato di suono delle campane che prevedeva la procedura di posizionamento dei bronzi con la bocca rivolta verso l'alto e la loro rotazione sincronizzata al fine di sequenziare i rintocchi secondo specifici spartiti. Forse non è un caso che questo "scalino" decisivo avvenisse proprio a San Giorgio, sosta d'eccellenza per i visitatori provenienti dall'Inghilterra, paese dove è praticato un metodo di suono non dissimile da quello veronese.
Fra le prolifiche famiglie di ortolani che vivevano nelle corti sparse tra la Campagnola, Saval e Chievo, vennero scelte alcune persone di buona religiosità, orecchio musicale e capacità artigianali, perché suonassero e prestassero manutenzione presso il complesso di San Giorgio in Braida. Pare che questi siano stati i primi cultori dell'arte dei concerti a rotazione, incorrendo nelle antipatie dell'imperatore Giuseppe II, ma pure negli apprezzamenti di Pio VI, che li ascoltò nel febbraio del 1782. La cittadinanza, dal canto suo, gradiva la loro musica, tanto da ricompensarli con generi alimentari. Ciascuno dei campanari, all'inizio dell'autunno, riceveva una "annualità" (polenta, salame e vino rosso, oltre ai piccioni che riusciva egli stesso ad abbattere in campanile) con la quale poteva sfamare la propria famiglia per un paio di settimane. Una piccola percentuale veniva venduta ed il ricavato inserito in un fondo di mutuo soccorso. Del resto i sacrifici erano tanti: nei giorni solenni era richiesto di concertare all'alba per l'Ave Maria, poi per la Messa principale, all'Angelus di mezzogiorno, all'Ave Maria vespertina ed a notte inoltrata, terminata la veglia. Pressappoco in quell'epoca vennero sistemate anche le campane a Santa Maria in Organo, probabilmente ciò consentì di suonarle a concerto dato che varie testimonianze citano esecuzioni presso tale campanile. Fatto sta che, seguendo questo esempio, tutta la diocesi di Verona cominciò a disseminarsi di complessi di campane in completo pentacordo ed i "sangiorgini" erano espressamente mandati dai fonditori ad eseguire le inaugurazioni e fornire insegnamento agli apprendisti suonatori.

### Il glorioso Ottocento

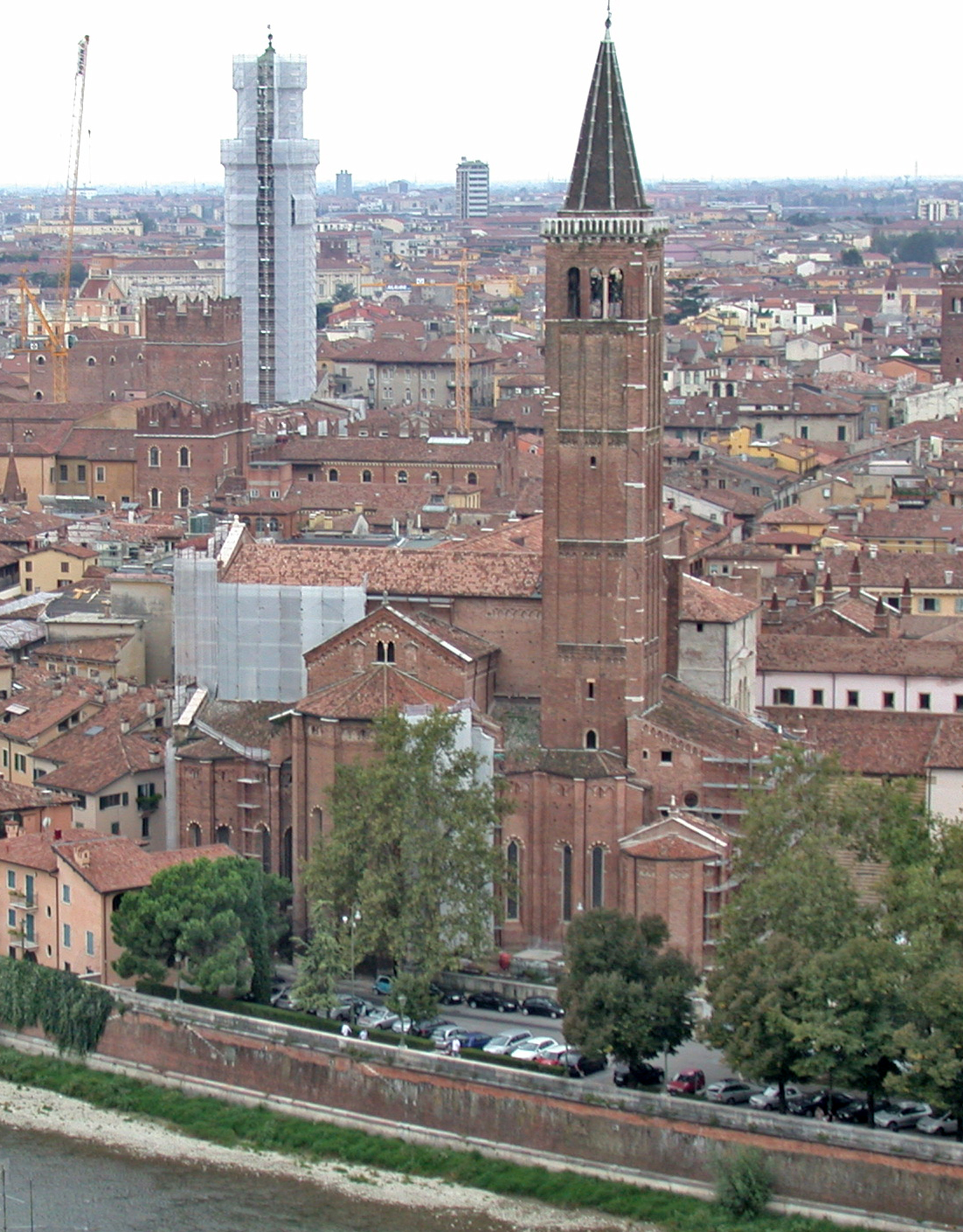
Campanile di Sant'Anastasia

In città si attese il 1803 per avere un altro concerto di campane presso la Chiesa della Santissima Trinità. Sorsero poi Chievo (1808) e, più tardi, Cattedrale, Santi Apostoli, Santo Stefano, San Salvatore Corte Regia e Santa Anastasia, dove, per suonare, nacque un gruppo formato dagli addetti che lavoravano sui molini natanti del fiume Adige, dietro l'abside della basilica.
Questa vampata di passione fece sì che potessero coesistere in città ben quattro fonderie di campane, gestite altrettanti allievi del già citato Ruffini: Partilora-Selegari, Chiappani e figlio, e le due ditte Cavadini.
Unico nefasto effetto fu quello dell'estinzione della più antica e profana tecnica del campanò (carillon) che consisteva nel suonare le campane percuotendole da ferme: e pensare che aveva avuto anche questa tradizione i suoi splendori ed i suoi maestri, come Vincenzi e Gardoni. Alcuni di loro passarono alla concorrenza, dndosi al suono a corda, un esempio su tutti fu Giacomo Milossi, già allievo di Gardoni, la cui abilità venne persino elogiata in uno dei sonetti celebrativi dei bronzi di Santa Anastasia.
Nel 1820 arrivò il concerto per la parrocchiale di Tomba Extra, seguito da quello per il campanile di San Tomaso Cantuariense. Successivamente toccò a Quinzano e Parona. Pure così successe alle Stimate, ove alcuni padri conventuali diedero vita ad un gruppo di campanari il cui maestro, Modesto Càiner, redisse nelle sue memorie (1833) quelle che sono le prime testimonianze che parlano in maniera precisa della tecnica di suono a concerto rotante dei sacri bronzi. Sempre della stessa fonderia, la Partilora-Selegari, sono le dotazioni dei campanili di San Lorenzo e di San Massimo, che raggiunse il quantitativo di ben 8 campane. Attorno al maestoso campanile neoclassico vide la luce una rinomata società campanaria parrocchiale. Nel 1846 a San Giovanni in Valle e tre anni dopo a San Nazaro, con l'installazione dei nuovi concerti da parte della ditta Cavadini, sorsero gruppi di suonatori che cominciarono a contendere "la piazza" a quello di San Giorgio. Ma, intanto, anche le torri predisposte alla tecnica di suono aumentavano. Ne sono esempio San Michele, S. Maria del Paradiso, San Paolo in Campo Marzio, Poiano ed Avesa, ove nacque un'altra formazione parrocchiale. Stimabili in circa 150 i campanari attivi nell'area della città in questo periodo, la quasi totalità dei quali provenienti dalla periferia.
L'unico fonditore di campane rimasto in attività dopo il 1850 fu Luigi I Cavadini, la cui ditta avrebbe operato fino al 1974. Con la rifusione della campana maggiore della Santissima Trinità alcuni giovani della contrada formarono una società di concertisti locali che, però, non ebbe lunga vita, venendo assorbita dalla San Giorgio, al tempo guidata dai fratelli Peroni e da Giacomo Tomasini. Stessa sorte toccò ai Molinari. Nel 1882 un altro afflato investì i campanili veronesi, con l'ampliamento degli insiemi campanari degli Scalzi e Sant'Eufemia. Lo stesso avvenne a Santa Maria della Scala, dove nacque una squadretta di suonatori diretta da Pietro Sancassani (1881-1972) e, in seguito, dai futuri maestri Alberti, Oliboni e Signorato.
Nel 1902 venne fuso il complesso per San Rocco, vi venne fondata squadra locale e, l'anno seguente, quello monumentale per il nuovo campanile di Cà di David, dove, per l'inaugurazione, fu indetta la prima gara di suono. Questo evento fece sì che tutte le squadre cittadine, ma anche alcune della periferia, come Chievo e Santa Lucia, si fondessero in un'unica formazione, aderendo a quella più antica e prestigiosa: la San Giorgio in Braida. Questa, benché osteggiata in maniera tutt'altro che lecita, vinse l'ambito trofeo. Tale circostanza, non sgombra da polemiche e proteste, segnò l'inizio dei rapporti di accesa contrapposizione che sarebbero intercorsi tra i suonatori della città e quelli della provincia. Chiuse gli avvenimenti di rilievo cittadino di questa fase la fornitura dell'insieme per San Bernardino nel 1907.

### I campanilismi del Novecento

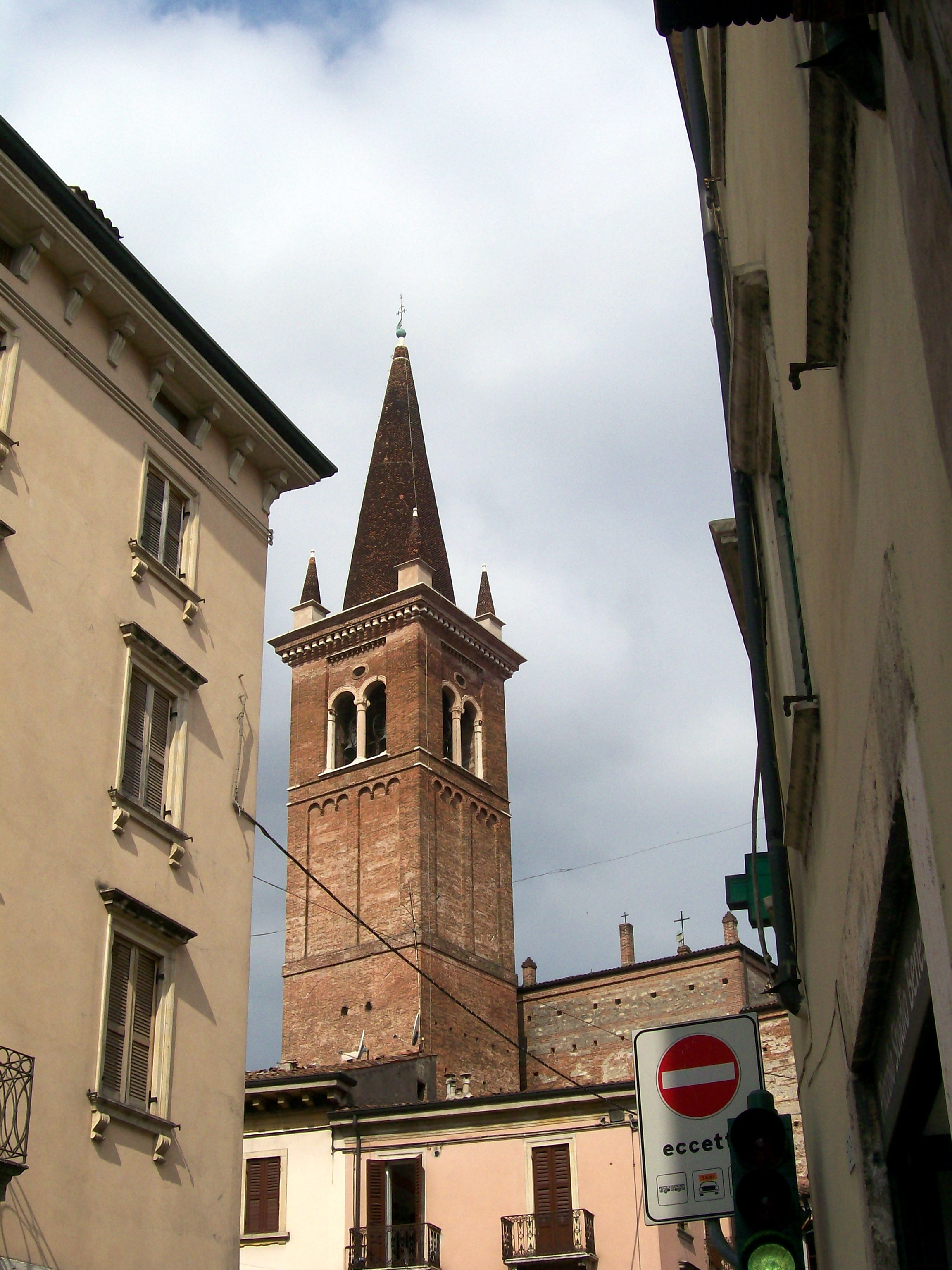
Il campanile di San Tomaso Cantuariense.

Nel 1914 la parte giovanile della "San Giorgio", ambiziosa, arrembante e da tempo insofferente dell'inattività degli anziani, si staccò e, sotto la guida di Sancassani, pose sede a Santo Stefano e a San Tomaso, dandosi il titolo di "Audace". In risposta, dieci anni più tardi, la San Giorgio, rinforzatasi con l'inserimento di alcuni suonatori di San Paolo, mutava nome e sede diventando "Società campanaria di Santa Anastasia in Verona", ad omaggio dell'ampliamento a nove voci del nobile complesso ospitato dal magnifico campanile gotico. Il nuovo presidente sarebbe divenuto Mario Carregari (1911-1997). A sua volta, nel 1931, all'Audace riuscì di trasferirsi nella Cattedrale, assumendone il titolo. Ecco che, parallelamente alla prima guerra mondiale, cominciava un trentennio in cui una rivalità senza esclusione di colpi fra queste due compagnie sarebbe stata lo scenario della vita cittadina. L'unico gruppo pacifico era quello dei Santi Apostoli, il quale, per giunta, durò poco. Questo fermento, di per sé non ricalcante lo spirito apostolico, produsse anche un positivo "fiorire" di concerti campanari, la cui installazione fu spesso promossa dalle due squadre: San Leonardo, quello imponente di San Nicolo all'Arena, Filippini, San Luca, Misericordia e Cattedrale che, con le sue nove voci in scala di La maggiore, divenne il più grande concerto a rotazione manuale del mondo. Il complesso di San Tomaso all'Isolo fu invece il primo del Veneto a raggiungere le dieci voci. Trattavasi di una rivalità tra "titani", poiché, sparpagliati nelle due fazioni, operavano coloro che ancor oggi sono considerati fra i più grandi intenditori, suonatori, direttori, compositori e manutentori di campane. La battaglia si combatteva anche sulle righe del pentagramma, portando alla composizione di nuove suonate più evolute, complete di pause, accordi e crome.
La compagnia del maestro Sancassani che, più o meno, risultò vittoriosa nel lungo conflitto, viveva un'epoca paradisiaca, ma non del tutto. Lo spirito turbolento dell'Audace, infatti, non aveva abbandonato i suoi componenti, anche se giovani non erano più e si chiamavano "Suonatori di campane della Cattedrale". I litigi erano all'ordine del giorno: un insuccesso in una gara, un disaccordo nella gestione della cassa, una proposta di pacificazione fatta all'avversario, una carica sociale non rinnovata. Ogni cosa, anche la più insignificante, soffiava sulle braci della discordia, non solo interna, poiché l'eterogeneo gruppo era formato da suonatori provenienti anche da San Michele Extra, Tomba Extra, Cà di David, Montorio e San Massimo. Fu così che da questa società, poi diretta da Accordini e Biondani, nacquero per gemmazione altre formazioni: la Santo Stefano, la Santa Maria in Organo ed il gruppo Sabaini-S.Eufemia che cessò l'attività per consumazione, per così dire, spontanea.
Mentre il mondo era sconvolto dalla seconda guerra mondiale che spogliò -seppur temporaneamente- anche diversi campanili veronesi per esigenze belliche, i suonatori, ammansiti, stavano tornando tutti al nido originario (San Giorgio, ora Santa Anastasia) e la squadra era oramai rimasta l'unica padrona del campo, godendosi gli allori di dimostrazioni in tutt'Italia: inaugurazioni, incisioni, articoli, documentari, manifestazioni e riconoscimenti. Nel dopoguerra dotò la città di altri concerti di campane a Borgo Nuovo (dove, per breve tempo vi fu gruppo locale), Santa Toscana, Tombetta, Palazzina, San Giuseppe fuori le Mura, Golosine e Borgo Trieste).

### Situazione attuale
A partire dagli anni cinquanta, i ritmi della società moderna investirono anche la marmorea Verona ed i suonatori di campane vennero contrastati sia dal disinteresse nei confronti della loro arte, sia dalla diffusione dei sistemi di suono automatico.
Nel 1983, la nascita di un'associazione regionale dei campanari riuscì gradualmente ad invertire la tendenza negativa, ma non nella città di Verona, nella quale il lento declino sarebbe continuato fino al momento in cui, un evento da sempre sognato ma, ormai, del tutto inatteso, ebbe luogo. Nel 2010, esattamente 88 anni dopo il primo tentativo in tal senso proposto da Pietro Sancassani, i suonatori della città e dei sobborghi, che da sempre collaboravano, decisero di organizzarsi anche formalmente per esercitare in maniera corale la ricerca di nuovi allievi e la loro istruzione, potenziando il dialogo con la cittadinanza, il clero, gli enti pubblici e culturali. Molte energie vennero investite nella ricerca storico-tecnico-scientifica e nel settore di recupero dei campanili in disuso. La Verona campanaria venne completamente rivoluzionata e le cose migliorarono nel giro di poco. Addirittura, come ai vecchi tempi, vi fu chi venne ispirato a dotarsi di altre campane: fu così che sorse, a San Carlo, il più piccolo complesso su torre concertabile a metodo veronese. Non solo l'estinzione, temuta ed imminente, era scongiurata, ma a memoria di campanaro non si ricordava un periodo caratterizzato da tale produttivo entusiasmo.
La "Società campanaria di San Giorgio in Braida in Santa Anastasia - Verona", ad indicare ormai la vastità dell'ambito del suo servizio nell'intera area urbana e la sua nuova vocazione divulgativa modificò il suo nome in quello di “Scuola campanaria Verona in S. Anastasia”.

### Resto della provincia e regione

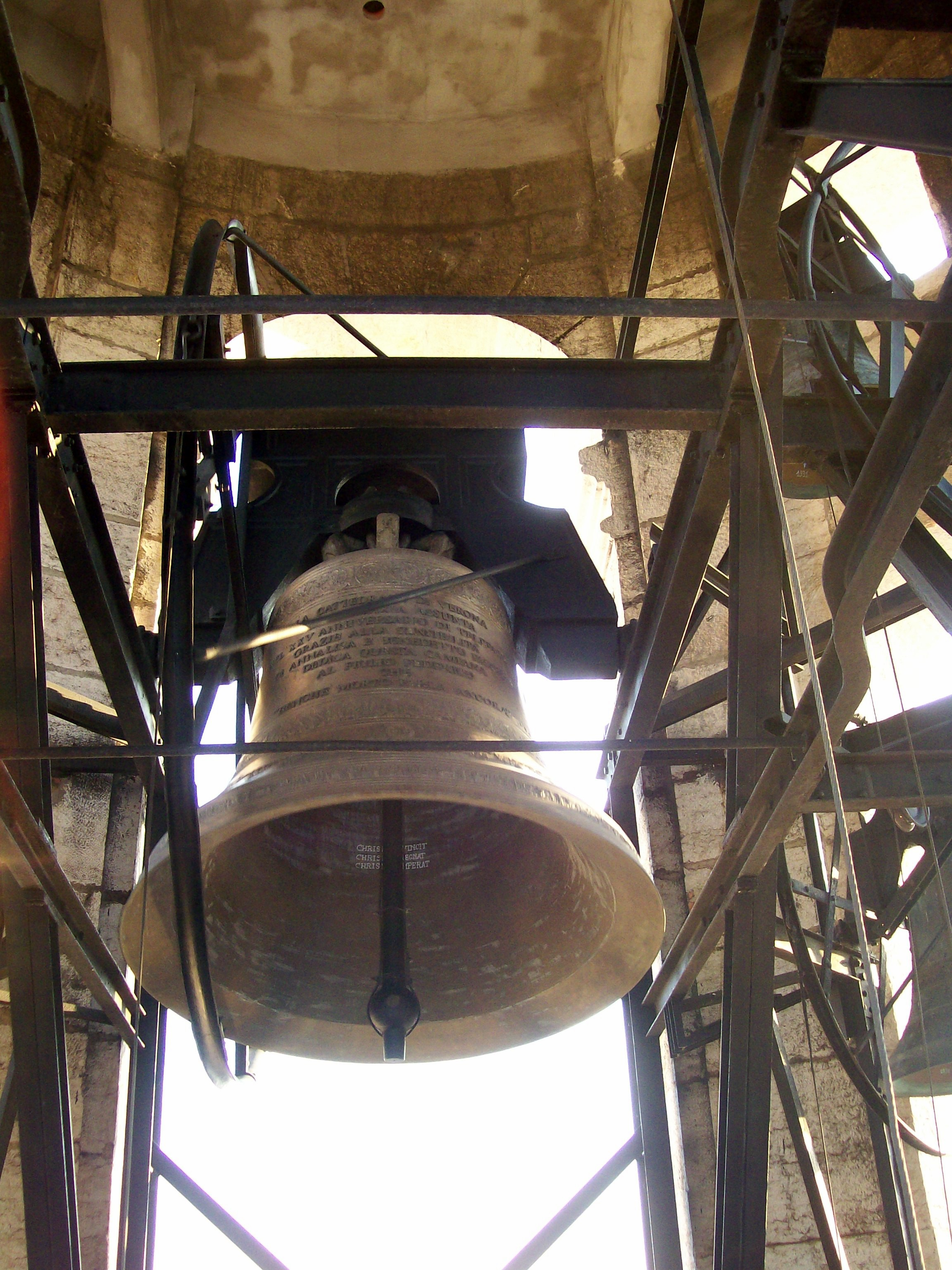
Campana maggiore LA2 del concerto a undici campane (Sistema Veronese) della Cattedrale di Verona. Fusa nel 2003 dalla fonderia De Poli di Vittorio Veneto (TV), pesa 4566 kg.
Maggiore campana al mondo a rotazione completa manuale di 360°.

Nella regione Veneto si contano circa 2500 suonatori di campane a Sistema Veronese, riuniti in squadre locali, più della metà delle quali aderisce all'Associazione Suonatori di Campane a Sistema Veronese.
A partire dagli anni cinquanta del XX secolo si incominciò a rendere elettrico il suono delle campane, impedendo così ai suonatori di poter continuare la loro tradizione.
Oggi, nuovi sistemi avanzati tecnologicamente, prevedono la possibilità di suonare le campane elettricamente ed anche manualmente. Ciononostante diversi campanili non li hanno ancora adottati, restando legati ai vecchi sistemi di elettrificazione totale i quali, però, sono bisognevoli di una manutenzione più costosa e provocano sollecitazioni, particolarmente dannose per torri campanarie e campane.

## Caratteristiche

### Modalità di esecuzione
I suonatori di campane a Sistema Veronese solitamente eseguono i loro concerti dalla base dei campanili oppure ad un piano intermedio, senza comunque poter vedere le campane.
La squadra campanaria è solitamente composta da un maestro, il quale indica a voce i numeri ai quali corrisponde un singolo rintocco, seguendo apposite partiture, e da un suonatore per ogni campana. Se questa pesa oltre i 10-12 quintali, richiederà la presenza di più di un campanaro.
Il concerto alla veronese inizia con il posizionamento dei bronzi in posizione verticale. In origine questa procedura veniva compiuta portando in piedi le campane una alla volta, partendo dalla minore (modalità talvolta compiuta anche oggi). Seguono le scale musicali decrescenti e l'esecuzione del brano vero e proprio. In esso possono esservi anche degli accordi, nei quali rintoccano in contemporanea dalle due alle quattro campane, a seconda della melodia. Finita l'esecuzione vera e propria, talvolta previa esecuzione di una scala musicale decrescente, le campane vengono rilasciate per poi essere fermate.
Durante l'esecuzione possono verificarsi degli errori tecnici. Si va dai contrattempi, cioè anticipo o ritardo nella serie dei rintocchi, alla calata, ossia il mancato raggiungimento della posizione a bocca, portando così la campana a scendere e, di conseguenza, a rintoccare di nuovo. Se invece la forza impressa dal suonatore è eccessiva ed esso non riesce a fermare il bronzo, si ha uno spostamento del battaglio sul lato opposto. Nella rotazione successiva si avranno così due rintocchi ravvicinati chiamati ribattuta. Questo errore è più facile da commettere con campane di piccole dimensioni. Il ribaltamento invece prevede che l'eccessiva forza impressa dal suonatore porti il bronzo oltre la posizione a bicchiere, andando dunque al di là della rotazione a 360°.

### Brani e ritmica nel metodo di suono veronese
Il Sistema Veronese permette l'esecuzione di veri e propri brani musicali, il cui repertorio si è ampliato nel tempo grazie all'opera di validi compositori, alcuni dei quali già citati in questa voce. I pezzi eseguiti sono composizioni nate per campane oppure melodie liturgiche come l'Ave Maria di Lourdes, il Christus Vincit ed il Regina Coeli.
Esistono alcune figure musicali di variazione ritmica nel Sistema Veronese:
- Ritorno - due rintocchi consecutivi della stessa campana, i quali rallentano momentaneamente il ritmo dell'esecuzione in proporzione alla dimensione del bronzo;
- Pausa - una battuta vuota che si inserisce al posto di un rintocco;
- Crome - quando il maestro chiama tre campane nel tempo che impiegherebbe a chiamarne due. La seconda ad essere chiamata dovrà piazzare il rintocco esattamente tra le altre due, le quali suoneranno con tempo regolare;
- Correnti – sono brani in cui ogni campana non suona mai due volte nel giro di cinque battute, permettendo così una maggiore velocità di esecuzione;
- Valzer – suonata in cui, ad un determinato numero di battute, vi è una pausa o un ritorno[3].

Come già riportato in questa voce, il maestro, durante l'esecuzione, pronuncia dei numeri per invitare i suonatori a far rintoccare la propria campana. Originariamente i campanili con bronzi alla Veronese possedevano in genere cinque campane e questo portò ad assegnare il numero 1 alla campana minore fino ad arrivare al 5 per quella maggiore. L'ampliamento dei concerti, inizialmente con l'aggiunta di un sesto bronzo, denominato sestina, portò ad attribuire ad esso il numero 6, mentre in concerti con 9 o 10 campane si decise di attribuire il 9 alla maggiore, andando con numerazione decrescente fino alla minore (1 per concerti a nove, 0 per concerti a dieci).
Un concerto a Sistema Veronese, per essere definito come tale, deve essere composto da un minimo di cinque campane. La maggior parte dei campanili ne possiede sei, ma sono diffusi i concerti a nove. Non mancano concerti con dieci campane mentre rari sono quelli ad otto. Alcuni concerti integrati in epoca recente possiedono dodici bronzi (se non di più); in qualche torre è stato aggiunto anche il semitono in settima minore). Sono invece rimasti pochi quei campanili che possiedono l'ottavino, cioè una campana abbinata a concerti di cinque o sei bronzi, con tonalità di un'ottava superiore rispetto alla maggiore.
Qui sotto sono presentati alcuni esempi di torri contenenti concerti campanari diversi tra loro per numero o per tipologia.

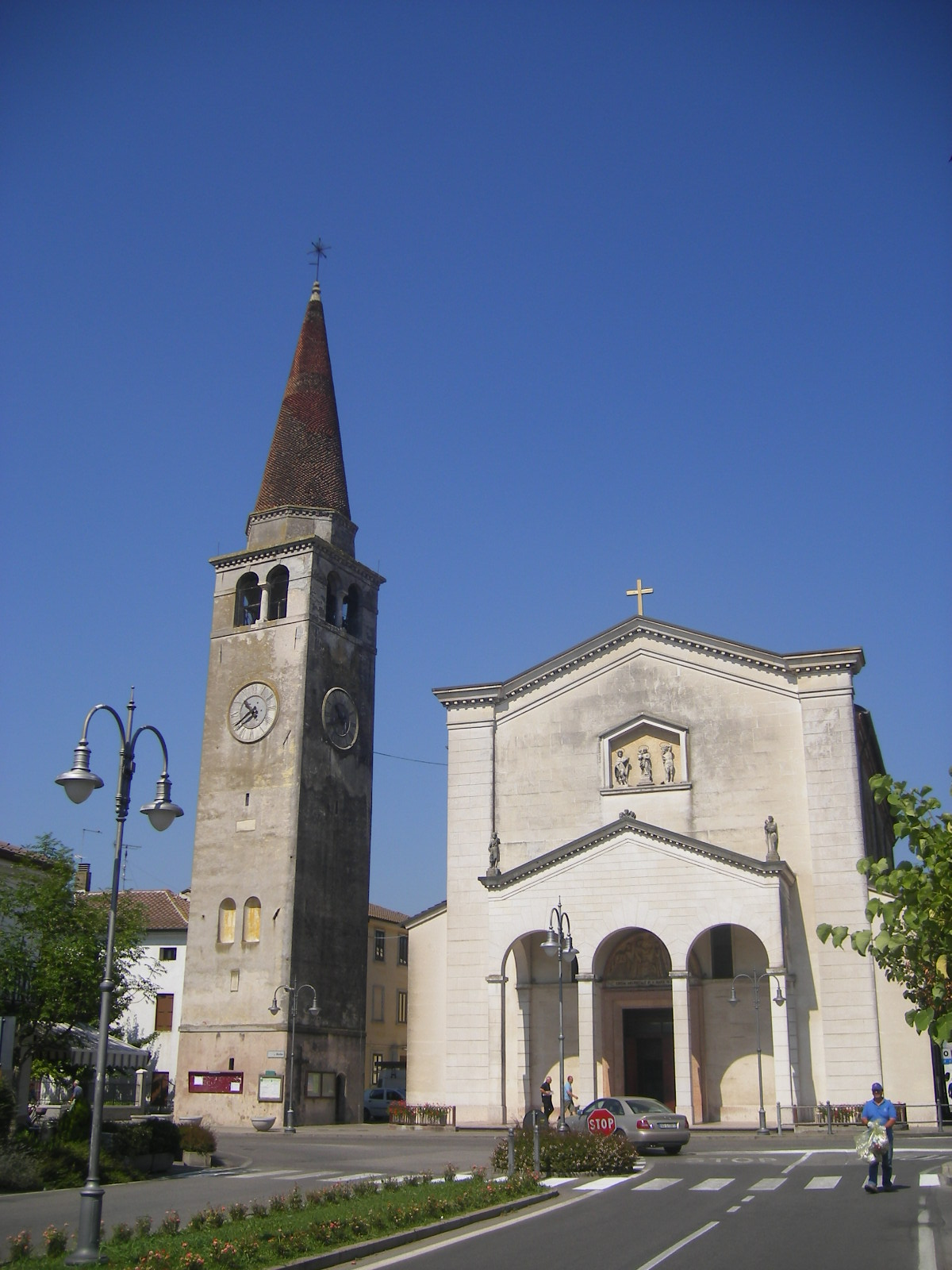
Pojana Maggiore (VI) - 6 campane in MIb3.
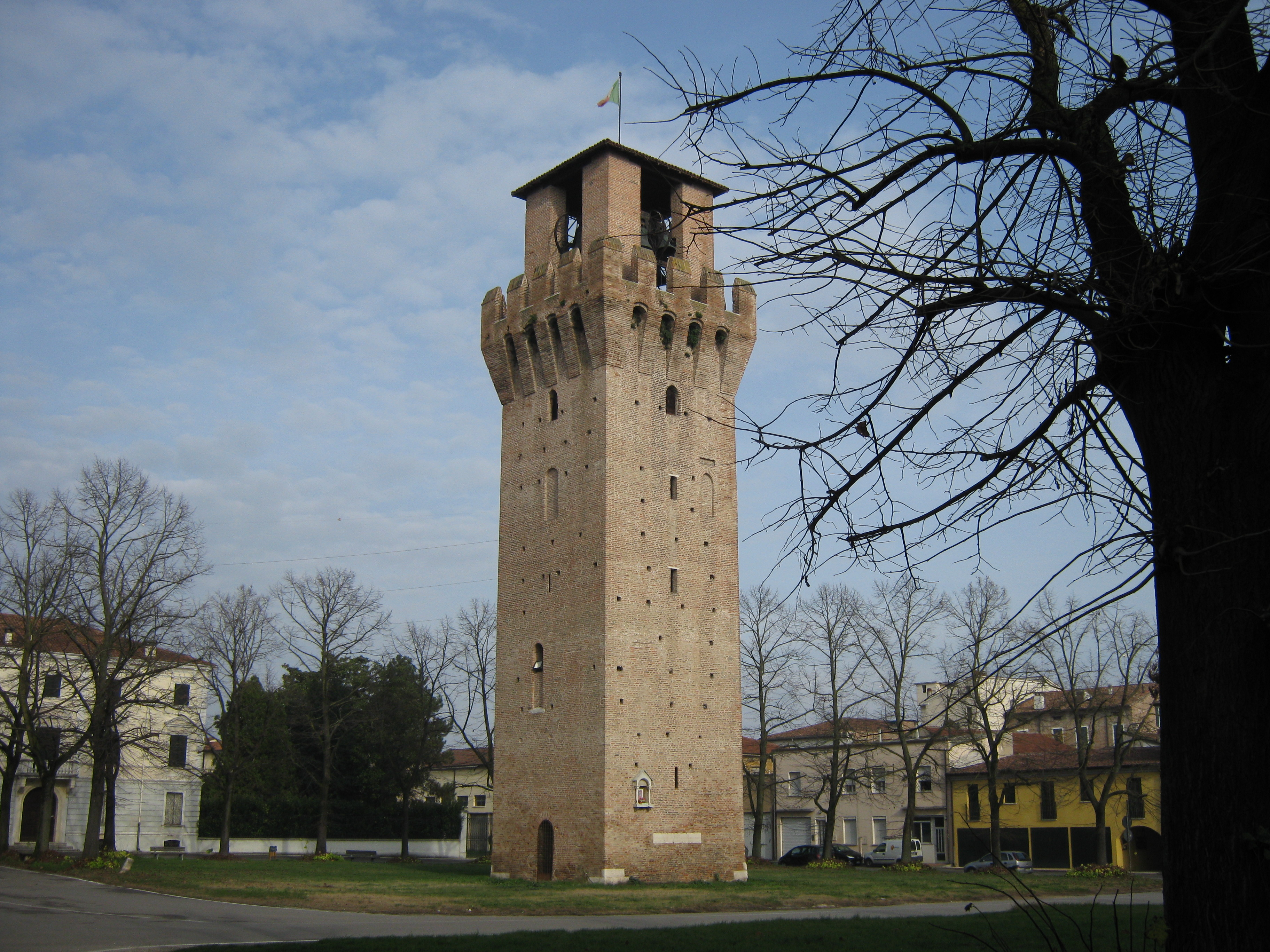
Revere (MN) - 6 campane in SIb2.
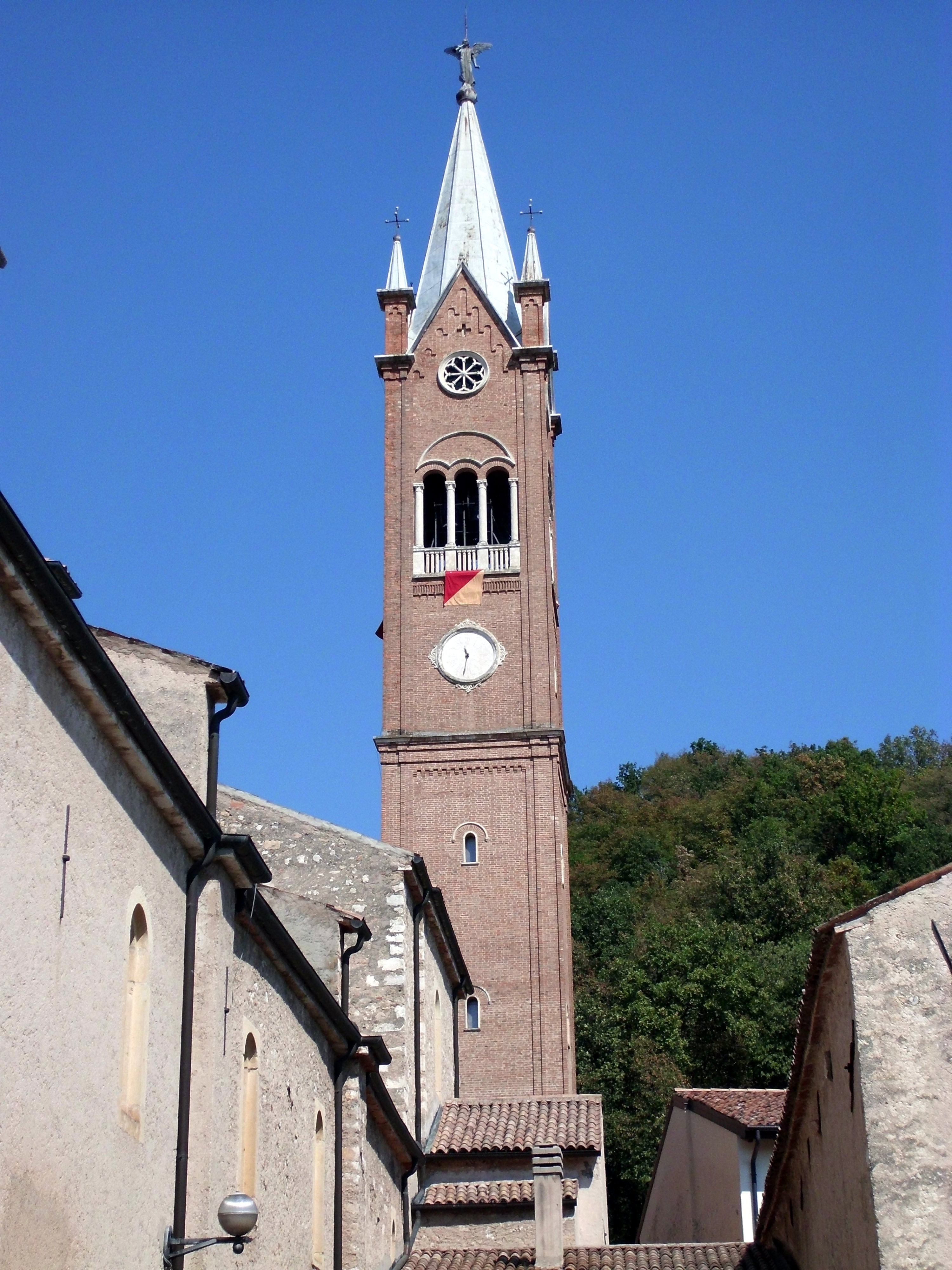
Tregnago (VR) - 6 campane in MIb3 + ottavino.
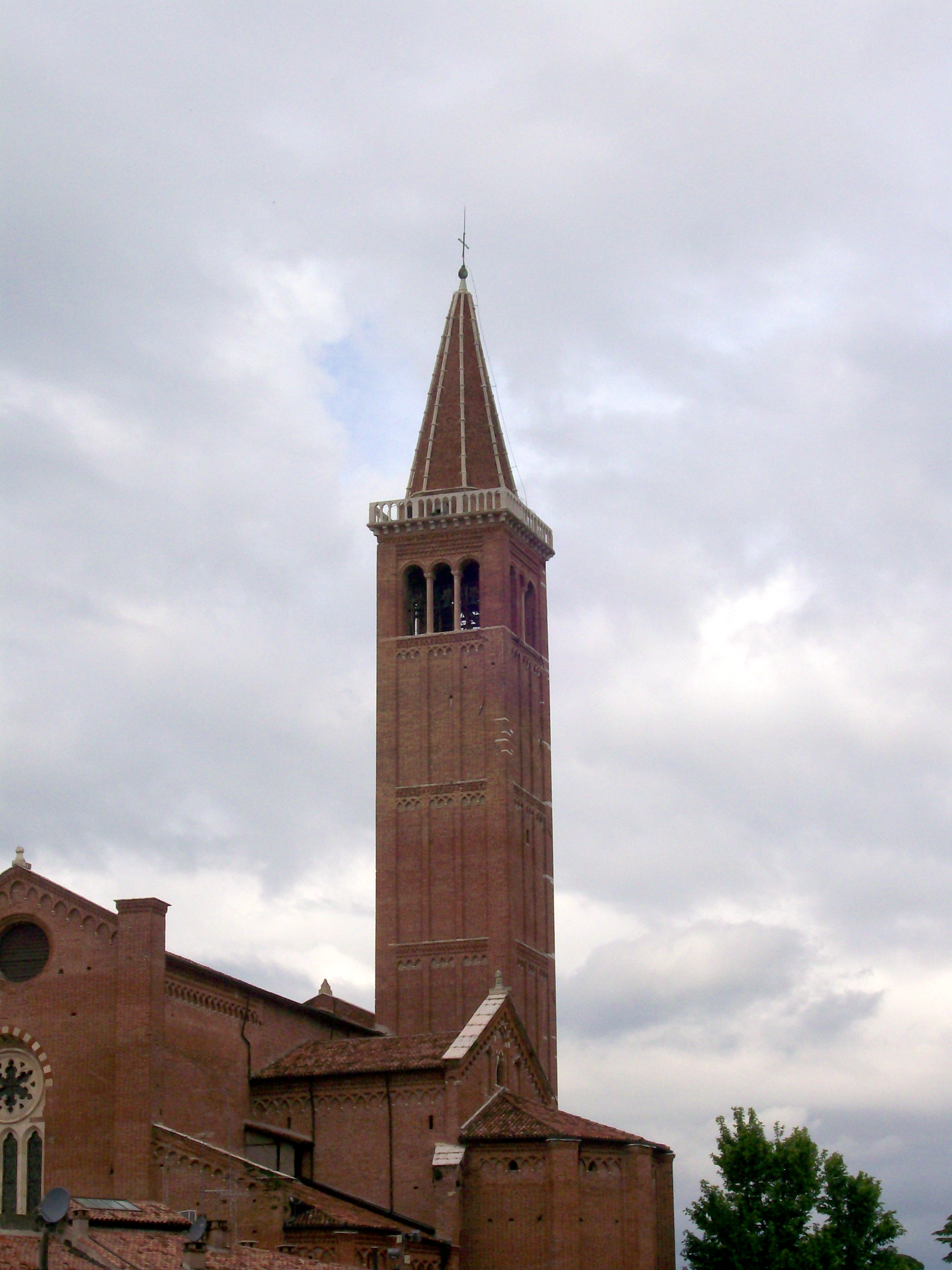
Chiesa di S. Anastasia in Verona - 9 campane in DO3.
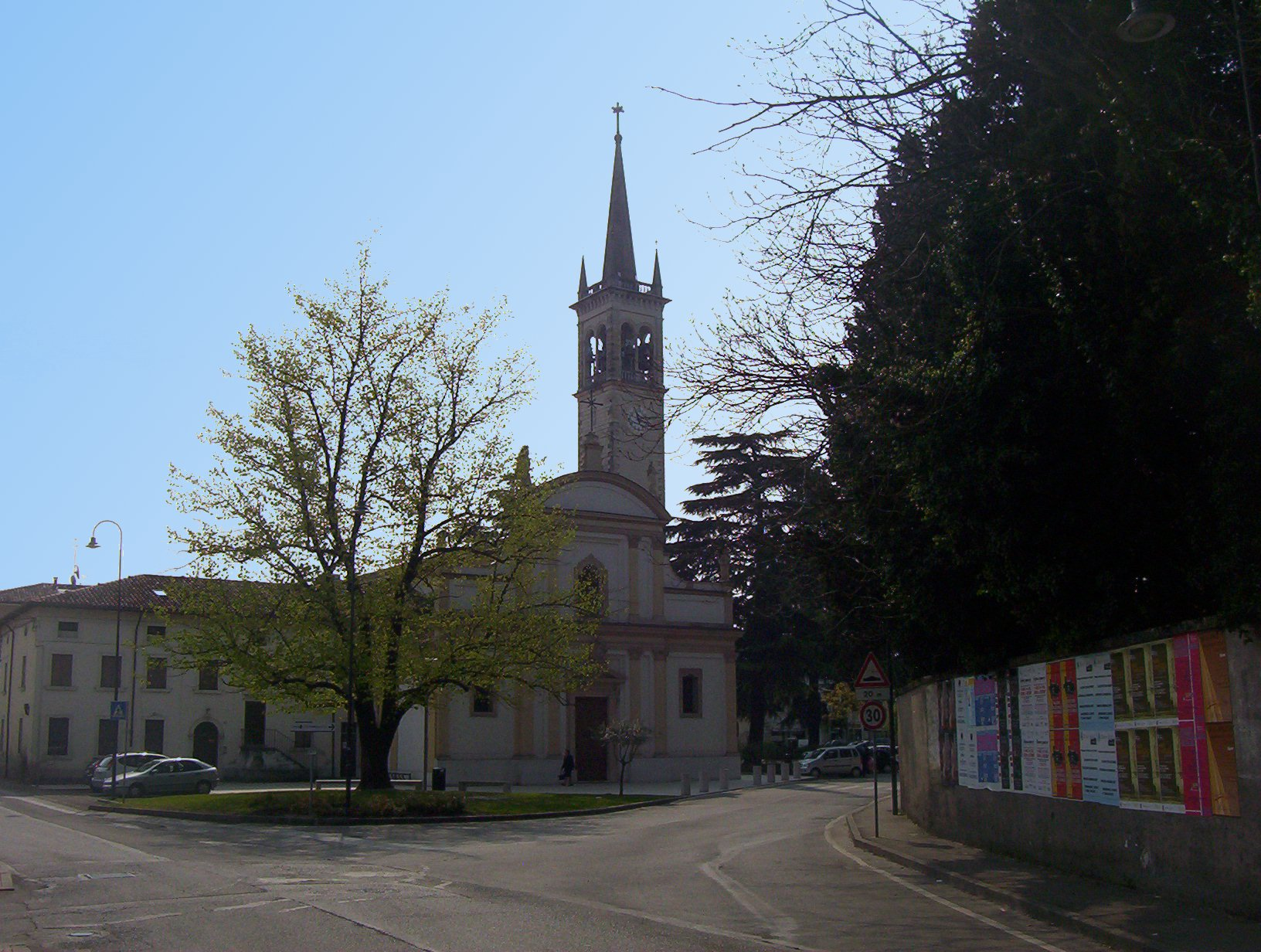
Chievo (VR) - 9 campane in MIb3 + semitono.
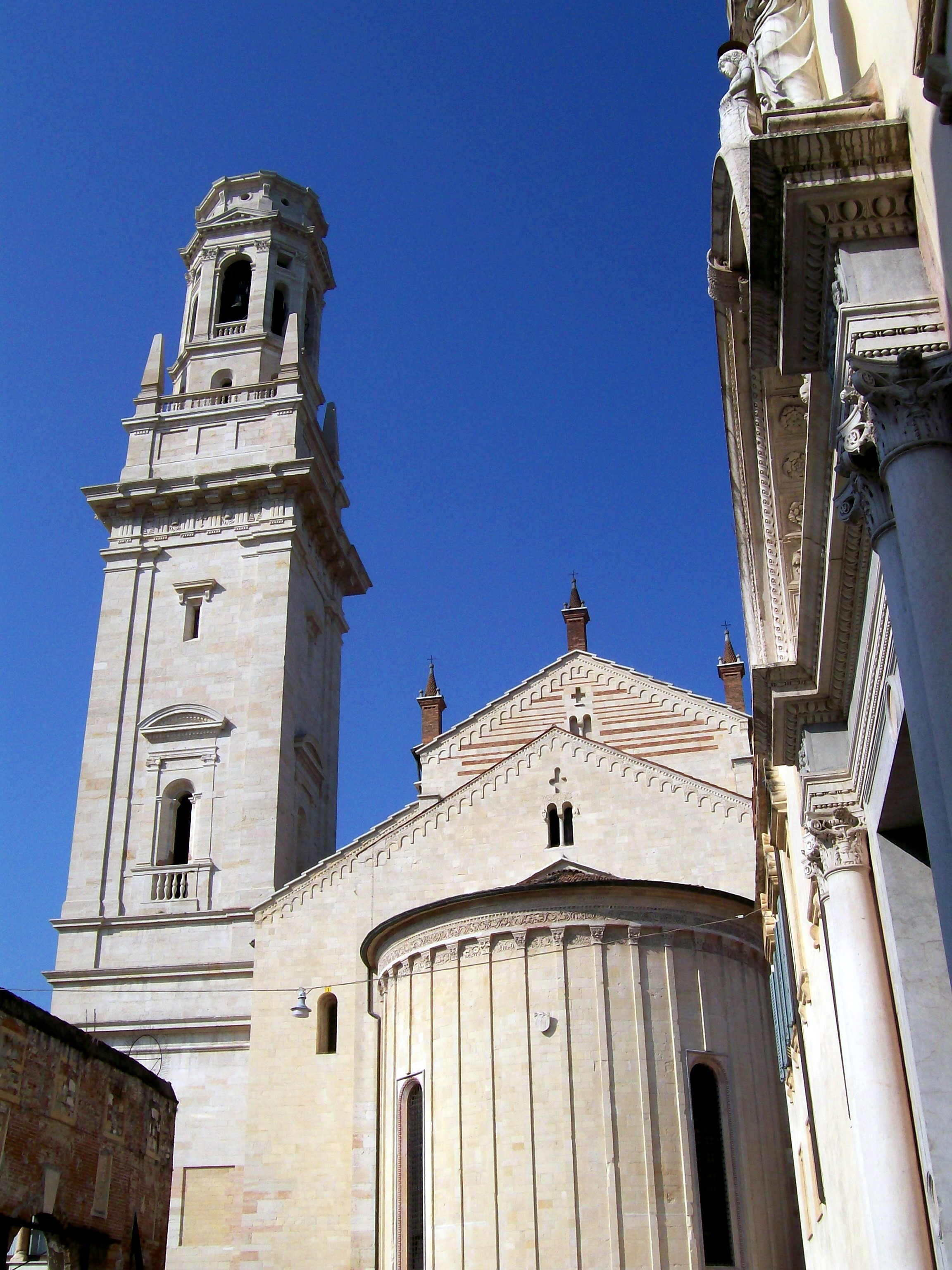
Cattedrale di Verona - 11 campane in LA2 (calante).

### Variante del metodo Veronese
Nella zona occidentale del Lago di Garda, appartenente alla Provincia di Brescia ma dal punto di vista ecclesiastico in buona parte soggetta alla Diocesi di Verona esistono numerosi concerti a Sistema Veronese suonati a concerto solenne direttamente nella cella campanaria, con la ruota in mano e a diretto contatto con le campane. La tecnica varia da torre a torre.
L'origine di tale metodo va cercata nel fatto che in quel territorio vi erano concerti che, in passato, erano montati a Sistema Ambrosiano. Il notevole bilanciamento dei bronzi facilitò i suonatori nella concertazione e spesso suonavano direttamente in cella. La maggiore velocità di rotazione delle campane a Sistema Veronese richiese una preparazione maggiore per coloro che eseguivano le melodie.
Meno raffinate dal punto di vista tecnico, le esecuzioni compiute ancora oggi (ad esempio a San Felice del Benaco e a Gargnano) con questa variante del Sistema Veronese non mancano di spettacolarità.